# コロンボ・モノレール
コロンボ・モノレール（英語: Colombo Monorail）は、スリランカ民主社会主義共和国（通称: スリランカ）の旧首都コロンボに建設が計画されたモノレールシステムである。
プロジェクトの費用は、概算で13億米ドルと見込まれていた。建設には至らず、後にLRTに取って代わられた。

## 建設
建設は、2015年の第2四半期から開始され、4 - 8年以内に終結する計画となっていた。

## 路線
当モノレールは、2路線から成っていた。
1路線は、マーラベからthalahena、Robert Gunawardena Mawatha、ラージャギリヤおよびホートン・プレイスを通る路線。
そしてもう1路線は、モラトゥワからデヒワラおよびウェラワッタを通り、ゴール・ロードに沿って走る路線である。
両路線とも、コロンボ・フォートのマルチモーダルハブに集約される。
- 1号線 - マーラベからコロンボ・フォートまで。
- 2号線 - コロンボ・フォートからモラトゥワまで。

## 管理および車両
モノレールのために準備される独立した管理実体については、発表されなかった。
モノレール用の車両は、日立モノレール社または中国に拠点を置くCSR ZELCのどちらかから調達する予定であった。

## 代替構想
2015年4月に、スリランカの首都スリ・ジャヤワルダナプラ・コッテとコロンボを結ぶための電車システムを建設するために、スリランカ政府はガゼット法案を公布している。
上記の構想は、実装および保守の少ない費用によるモノレールへの代替案である。
BRTシステムは、その実現可能な試験段階にある。
2019年3月、スリランカ政府は日本の国際協力機構 (JICA) との間で、LRTの建設を目的とした「コロンボ都市交通システム整備事業」の円借款に調印した。このLRTの路線は、ほぼ前述のモノレール1号線として想定されていたルートとなっている。